# Дъбовица
Дъбовица е село в Югоизточна България. То се намира в община Сунгурларе, област Бургас.

## География
Село Дъбовица се намира в Котленския балкан. Около него са селата Бероново и Садово. Селото се намира на 27 км от общинския център Сунгурларе, на 33 км от Котел, на 48 км от Ямбол, на 50 км от Карнобат и на 104 км от областния център Бургас. Районът, в който е разположено селото, е залесен с дъбови гори (мешов и церов дъб) и именно поради тази причина името на селото е Дъбовица (името е поставено през социализма). В миналото се е казвало Шехово, като наличните факти ни дават основание да считаме, че името на селото идва с българите, които са го заселили и носи корените си от земите на славянските племена, през които те са преминали. В горите се срещат зайци, диви прасета, благородни елени и сърни. През селото текат 2 реки: Луда Камчия идваща от Котел и Медвенска река идваща от Медвен. Двете реки се събират край селото. През 80-те години в Луда камчия се срещат едри екземпляри от високопланинската мряна, клена (речен кефал достигащ 1 – 2 кг.), курташ, червеноперка и множество дребни видове риби, както и правият и крив речни раци и няколко вида речни миди. Селото е включено в програма „Натура 2000“. Речното биоразнообразие значително намалява заради бракониерския улов.

## История
От демографското изследване, направено от Елена Грозданова, отразено в научния труд: „Българската народност през 17 век“,
се вижда, че едно от петте села от района на Бургаския край с многолюдно българско християнско население е Шехово. На стр. 441, от упоменатия по-горе научен труд, под N 33 е отразено, че през 1654 г. в Шехово е имало 100 домакинства на българи – християни, които са плащали данък „Джезие“. От турски данъчни регистри от XVII век се вижда, че от жителите на селото е събиран данък „Джизие“, какъвто се събира, според тогавашните наредби, само от немюсюлманското население в т.ч. и българите – християни.
В по-късните години, в периода до Освобождението на България, голяма част от тези българи вероятно са се изселили, а останалите са приели исляма. Това е основната причина, взводът от хусари и опълченци от 1-ва рота на 6-а Опълченска дружина, да завари в селото на 16 януари 1878 г. само 38 семейства с турско самосъзнание – мохамедани.
Към казаното по-горе може да се допълни, че в чертите на селото са живеели хора от праисторически времена. Това е установено при разкопките направени на селищната могила, с участието на Националния археологичен музей през 1933 г. и е видно от научните публикации направени в тази връзка. Добрите природни условия край селото са привлекли и българите, установили се трайно по тези места. Това е станало преди годините на османското нашествие. Наличните три християнски гробища съществуващи преди освобождението на селото от османска власт са доказателство, че тук отдавна са живеели българи. В Русия има села, които и сега носят имена близки или покриващи се с наименованието – Шехово. Село ШЕХОВО има в Гомельская область, ШАХОВО (Шехово) – под Старой Руссой, ШАХОВА в Новгородская область, ШАХОВО близо до гр. Орел.
В средата на 19 век изселници от Беломорска Тракия и по точно от с.Горноселци (Ибриюрен), което съществува и до днес, се заселват по тези земи. Харесва им местоположението на селото и по-точно това че край него има гъсти дъбови гори, нужни им за тяхното основно препитание: кюмурджилък. Това е направа и производство на дървени въглища.

## Население

### Етнически състав
Преброяване на населението през 2011 г.
Численост и дял на етническите групи според преброяването на населението през 2011 г.:
|                     | Численост |
| Общо                | 47        |
| Българи             | 46        |
| Турци               | -         |
| Цигани              | -         |
| Други               | -         |
| Не се самоопределят | -         |
| Неотговорили        | 1         |

## Културни и природни забележителности
Една от забележителните сгради в селото е днешното кметство, където се помещава в читалището на селото.
Друга сграда имала голямо значение за селото е била на училището, което днес е приватизирано.
На една къща е изобразен „Мадарския конник“, който е направен със задружни усилия на група млади ямболски момчета и момичета. На същата къща е изобразена и картата на Велика България, заедно с всички военни дела на тогавашните пълководци. Самата къща се е превърнала в исторически паметник и дори кръщава улицата – „Мадара“.
В селото има и църква, построена през 2011 г.

## Редовни събития
Селски сбор – всяка първа събота на септември. Събитието се провежда в двора на читалището с пищен празник и много хора и с гостуваща духова музика от Котел (Първа градска на Котел).

## Други
През 1998 г. е написана и книга за историята на селото (Дъбовица, 1998 г., Тенев И.). Второто издание е обогатено с родословните дървета на цялото село (Родовете в Дъбовица, 2008 г., Тенев И.).